# Інститут експериментальної патології, онкології і радіобіології імені Р. Є. Кавецького НАН України
Інститут експериментальної патології, онкології і радіобіології імені Р. Є. Кавецького НАН України (ІЕПОР) — науково-дослідний інститут у складі Відділення біохімії, фізіології і молекулярної біології НАН України, що спеціалізується в галузі онкології, експериментальної патології та радіобіології. Знаходиться в Києві, за адресою: вулиця Васильківська, 45.
Станом на 2020-ті роки Інститут експериментальної патології, онкології і радіобіології ім. Р. Є. Кавецького НАН України — потужний академічний центр із значним матеріально-технічним ресурсом і кадровим потенціалом, що має понад 60-річний досвід роботи в галузі експериментальної і клінічної онкології.

## Історія
Інститут експериментальної і клінічної онкології МОЗ УРСР було засновано 7 липня 1960 року з метою «…посилення наукових досліджень в галузі онкології, надання практичної допомоги охороні здоров'я і підготовки кадрів кваліфікованих лікарів-онкологів».
Установу перейменовано в Інститут проблем онкології та підпорядковано Академії наук України 14 травня 1971 року.. Відповідно до Постанови Президії АН УРСР № 571 від 29 грудня 1978 року, інституту присвоєно ім'я Кавецького Ростислава Євгеновича.
У 1990 році у зв'язку із розширенням досліджень в галузі радіобіології, які набули особливого значення у період ліквідації наслідків аварії на Чорнобильській АЕС, установу було перейменовано в «Інститут проблем онкології та радіобіології»..
Теперішня назва — «Інститут експериментальної патології, онкології і радіобіології ім. Р. Є. Кавецького НАН України» з 11 грудня 1991 року.

## Наукові та медичні дослідження
Широкий спектр досліджень, що були проведені в інституті, став підґрунтям для формування вітчизняної наукової школи онкологів-експериментаторів, базовою ідеологією яких стала концепція взаємодії пухлини і організму.
Завдяки наполегливій та плідній праці співробітників в установі були започатковані та сьогодні активно розвиваються пріоритетні напрями досліджень, які знаходять широке визнання серед світової спільноти, а саме «Радіобіологічні аспекти аварії на Чорнобильській АЕС», «Вивчення біологічної дії лазерного випромінювання та розробка методів фотодинамічної терапії пухлин», «Стовбурові клітини в онкології», «Вивчення патогенетичних аспектів метастазування», «Молекулярні основи та медико-біологічні проблеми фармакорезистентності», «Фундаментальні механізми, засоби і методи сорбційної детоксикаційної терапії».

Меморіальна дошка академіку Кавецькому на будівлі ІЕПОР НАН України

Серед найбільш важливих інноваційних розробок науковців інституту є технології ранньої та диференційної діагностики передпухлинних та пухлинних процесів різної локалізації згідно сучасної класифікації ВООЗ; методи оцінки чутливості новоутворень до протипухлинних препаратів для прогнозування ефективності медикаментозної терапії та індивідуалізації схем лікування хворих; медико-генетичне консультування онкологічних хворих та членів їх родин; оцінка нестабільності геному лімфоцитів периферичної крові; визначення індивідуальної радіаційної чутливості людини.
Розроблено оригінальний препарат — протипухлинну вакцину на основі пухлинних антигенів хворого та ад'юванта мікробного походження (Сертифікат МОЗ України № 411/03-300200000 від 9.12.2003 р.).
Вагомих успіхів досягнуто у галузі нанотехнологій, зокрема вперше отримані нанокомпозити оксиду заліза для створення векторної системи доставки протипухлинних препаратів.
Велику увагу інститут приділяє координації наукових досліджень в галузі експериментальної і клінічної онкології, яка здійснюється шляхом укладання міжгалузевих договорів із науково-дослідними й навчальними закладами МОЗ та АМН України, обласними та міськими онкологічними диспансерами з метою впровадження розробок фундаментальної онкології у медичну практику. У березні 2010 року на базі інституту розпочала свою плідну діяльність проблемна комісія «Онкологія» МОЗ та АМН України. Поряд з цим, представлення досягнень вітчизняної онкології у міжнародних організаціях; встановлення тісних наукових контактів з рядом університетів та онкологічних центрів Великої Британії, Іспанії, Італії, Канади, Німеччини, Франції, США, Швеції, Швейцарії, Японії та інш.
З 1994 року інститут є єдиним від України членом Європейського співтовариства протиракових інститутів (OECI-EEIG).
Провідні фахівці установи є асоційованими членами міжнародних організацій: ASCO, BACR, EACR, ESMO, ESHO, INCTR, МАНЕБ, ЮНЕСКО.
Наукові досягнення високо оцінені Урядом України і науковою громадськістю. Лауреатами державних премій є 14 вчених, іменні премії Національної академії наук України — присуджено 20 науковцям, 7 вченим присвоєне почесне звання «Заслужений діяч науки і техніки України». Науковий доробок складає понад 150 патентів України на винаходи та понад 300 монографічних видань, які високо оцінені світовою науковою спільнотою.

## Наукові форуми
Інститут проводить численні вітчизняні та міжнародні наукові форуми, найбільш вагомі з них:
- Всесоюзний симпозіум «Роль стовбурових клітин в лейкозо- та канцерогенезі» (1977);
- Міжнародний симпозіум «Стовбурові та імунокомпетентні клітини в нормі і при пухлинному рості» (1981);
- 7th International Conference on Human Tumor Markers (1990);
- ІІ Міжнародний з'їзд онкологів країн СНД «Онкологія-2000»;
- ІІІ науково-практична конференція «Проблеми онкогенетики: наукові і прикладні аспекти» (2002);
- Науково-практична конференція «Проблеми онкоімунології: наукові і прикладні аспекти» (2003);
- І Всеукраїнська науково-практична конференція «Вітчизняні протипухлинні препарати: аналіз сьогодення та погляд в майбутнє»(2004);
- Науково-практична конференція з міжнародною участю «Молекулярні основи та клінічні проблеми резистентності до лікарських засобів» (2006);
- Міжнародна науково-практична конференція «Пухлинна гіпоксія та злоякісна прогресія» (2008);
- Щорічні конференції молодих дослідників «Сучасні проблеми експериментальної і клінічної онкології»;
- Щорічні всеукраїнські семінари з онкогематології.

## Пріоритетні напрямки досліджень Інституту
Наукова тематика Інституту експериментальної патології, онкології і радіобіології ім. Р. Є. Кавецького НАН України виконується відповідно перспективним напрямкам, які включають:
- Вивчення біології пухлинної клітини та її мікрооточення в розвитку молекулярних і клітинних механізмів онкогенезу з метою корекції взаємин «пухлина — організм»
- Визначення молекулярних та клітинних маркерів ініціації, промоції та прогресії з метою розробки методів ранньої та диференційної діагностики злоякісних новоутворень
- Визначення молекулярних аспектів фармакокорекції онкогенезу та формування лікарської резистентності злоякісної клітини й епігенетичних підходів до її модифікації з урахуванням впливу екологічних факторів
- Вивчення впливу наночастинок та нанокомпозитів на метаболізм нормальних та пухлинних клітин та розробка підходів до таргетної терапії та сорбційної детоксикації організму.

## Науковці
На сьогодні ІЕПОР НАН України є потужним центром наукових досліджень з найбільш актуальних проблем експериментальної патології, молекулярної онкології та біотехнології. В інституті функціонують 7 наукових відділів, на базі яких працюють понад 200 співробітників, зокрема понад 100 наукових працівників, з них 1 академік НАН України, 2 члени-кореспонденти НАН України, понад 20 докторів та понад 50 кандидатів наук, аспіранти, які навчаються за спеціальностями — «онкологія», «біологія» та «медицина».
Визнанням наукових досягнень співробітників установи: присудження близько 30 Державних премій СРСР та України в галузі науки і техніки, понад 20 іменних премій видатних вчених НАН України, близько 10 звань заслуженого діяча науки і техніки України, 1 звання заслуженого лікаря України.
З інститутом пов'язана наукова діяльність видатних вчених нашої країни, які внесли вагомий внесок у вирішення найважливіших фундаментальних і прикладних питань молекулярної онкології, експериментальної патології, імунології та радіобіології:
- Балицький Костянтин Петрович — завідувач відділу захисно-регуляторних механізмів при канцерогенезі (1971—1995).
- Бутенко Зоя Андріївна — завідувачка відділу механізмів лейкогенезу (1971—2001).
- Гамалія Микола Федорович — завідувач відділу клітинної фотобіології та фотомодуляції росту пухлин, лабораторії квантової нанобіології (1971—2016).
- Затула Дмитро Григорович — завідувач відділу природних протипухлинних речовин (1977—1987).
- Кіндзельський Леонід Петрович — науковий співробітник (1967—1972).
- Мосієнко Володимир Сергійович — науковий співробітник (1964—2016).
- Потебня Григорій Платонович — заступник директора з наукової роботи (1996—2017).
- Сидоренко Світлана Павлівна — завідувачка лабораторії сигнальних каскадів клітин (2003—2008).
- Уманський Юліан Олександрович — завідувач відділу імунології канцерогенезу (1971—1981).

### Директори
- 1960—1978 — академік Кавецький Ростислав Євгенович
- 1979—1996 — академік Пінчук Вадим Григорович
- 1996—2021 — академік Чехун Василь Федорович
- з 2021 — професор Бучинська Любов Георгіївна

## Видавницька діяльність
Інститут є засновником Міжнародного науково-теоретичного часопису «Experimental oncology» та науково-практичного часопису «Онкология», які мають широку популярність на теренах нашої вітчизни та далекого зарубіжжя, що свідчить про їх високий міжнародний рейтинг.